# The Voice Kids (5.ª temporada)
A quinta temporada do The Voice Kids, transmitida pela TV Globo, é a versão infantil do talent show brasileiro The Voice Brasil, estreou em 5 de janeiro de 2020, mas deixou de ser exibido temporariamente em 15 de março por conta da pandemia do novo coronavírus, retornando em 20 de setembro, com sua final realizada em 11 de outubro. A temporada tem a apresentação de André Marques e Thalita Rebouças (nos bastidores) e conta com Carlinhos Brown, Claudia Leitte – posteriormente substituída pelo cantor Mumuzinho – e Simone & Simaria como técnicos.
Na final do programa, ficaram Kauê Penna (Time Carlinhos Brown), Maria Eduarda Ribeiro (Time Claudia Leitte / Mumuzinho) e Paulo Gomiz (Time Simone & Simaria). O fluminense Kauê Penna, do time de Carlinhos Brown, venceu a temporada com 50,50% dos votos.

## Técnicos e apresentadores
A quinta temporada do programa conta com Carlinhos Brown, Claudia Leitte e Simone & Simaria, que retornam como técnicos. Já a apresentação continua sob o comando de André Marques e Thalita Rebouças nos bastidores. No reinício da quinta temporada, passou a contar com o cantor Mumuzinho.

### Morte de Flavio Goldemberg
Durante esta temporada, o diretor Flavio Goldemberg veio a falecer em 28 de Janeiro de 2020, após sofrer um infarto fulminante, o que resultou no adiamento das gravações da fase de batalhas. Por conta disso, o episódio do dia 2 de fevereiro foi dedicado à memória de Goldemberg, sendo esse seu último trabalho na TV.

### Saída de Claudia Leitte e entrada de Mumuzinho
Em 11 de setembro, a cantora Claudia Leitte anuncia saída do júri da 5.ª temporada do The Voice Kids, sendo substituída por Mumuzinho. A cantora provavelmente não retornará mais ao programa por estar entre os técnicos do The Voice +.

## Exibição

### Pausa durante pandemia do novo Coronavírus
Em virtude da Pandemia de COVID-19 no Brasil a TV Globo decidiu interromper as transmissões do reality show, tomando medidas que possam contribuir para a contenção do avanço do vírus. O último programa inédito foi ao ar em 15 de março. Entre 22 de março e 19 de abril a emissora passou a exibir um compacto dos melhores momentos da quinta temporada, com episódios que vão das Audições às Cegas até as Batalhas, porém, por conta do avanço da pandemia, o programa teve de ser substituído na programação pelos melhores momentos do game show Tamanho Família. O Programa voltou ao ar em 20 de setembro de 2020 com a sua fase ao vivo.

## Episódios

### Episódio 1: Audições às Cegas, Parte 1 (5 de janeiro de 2020)
Legenda
| Ordem | Competidor          | Idade | Cidade                   | Canção                   | Escolha dos técnicos e competidores | Escolha dos técnicos e competidores | Escolha dos técnicos e competidores |
| Ordem | Competidor          | Idade | Cidade                   | Canção                   | Brown                               | Simone & Simaria                    | Claudia                             |
| ----- | ------------------- | ----- | ------------------------ | ------------------------ | ----------------------------------- | ----------------------------------- | ----------------------------------- |
| 1     | Vinne Ramos         | 9     | Manaus, AM               | "Fui Fiel"               | ✔                                   | ✔                                   | ✔                                   |
| 2     | Analu Sampaio       | 11    | Vitória da Conquista, BA | "Madalena"               | ✔                                   | —                                   | ✔                                   |
| 3     | Ana Júlia Poletto   | 12    | Marau, RS                | "Jailhouse Rock"         | ✔                                   | ✔                                   | ✔                                   |
| 4     | Loren Medeiros      | 11    | Cruzeiro do Sul, AC      | "João e Maria"           | ✔                                   | —                                   | —                                   |
| 5     | Maria Alice Santana | 14    | Congonhas, MG            | "Stone Cold"             | ✔                                   | —                                   | ✔                                   |
| 6     | Welcson Viegas      | 12    | Vitória, ES              | "Mala"                   | —                                   | ✔                                   | —                                   |
| 7     | Julia Gomes         | 10    | São Paulo, SP            | "Sorte Grande"           | ✔                                   | —                                   | —                                   |
| 8     | Giovana Aguilera    | 13    | Nova Friburgo, RJ        | "Believer"               | ✔                                   | ✔                                   | ✔                                   |
| 9     | Carol Lira          | 10    | Sete Lagoas, MG          | "Peça Felicidade"        | —                                   | —                                   | —                                   |
| 10    | Pablo Paludo        | 12    | Guatambu, SC             | "Saudade de Minha Terra" | ✔                                   | ✔                                   | —                                   |
| 11    | Melissa Uehara      | 10    | São Paulo, SP            | "Travessia"              | ✔                                   | —                                   | ✔                                   |
| 12    | Kauê Penna          | 13    | São João de Meriti, RJ   | "Run to You"             | ✔                                   | ✔                                   | ✔                                   |

### Episódio 2: Audições às Cegas, Parte 2 (12 de janeiro de 2020)
| Ordem | Competidor       | Idade | Cidade                      | Canção                   | Escolha dos técnicos e competidores | Escolha dos técnicos e competidores | Escolha dos técnicos e competidores |
| Ordem | Competidor       | Idade | Cidade                      | Canção                   | Brown                               | Simone & Simaria                    | Claudia                             |
| ----- | ---------------- | ----- | --------------------------- | ------------------------ | ----------------------------------- | ----------------------------------- | ----------------------------------- |
| 1     | Luísa Martins    | 11    | Taboão da Serra, SP         | "Azul da Cor do Mar"     | ✔                                   | ✔                                   | ✔                                   |
| 2     | Manu Guimarães   | 9     | Barroso, MG                 | "Regime Fechado"         | ✔                                   | ✔                                   | —                                   |
| 3     | Bruno Zicman     | 13    | São Paulo, SP               | "Stand By Me"            | —                                   | —                                   | ✔                                   |
| 4     | Laura Nogueira   | 12    | Goiânia, GO                 | "É com Ela que Eu Estou" | —                                   | —                                   | —                                   |
| 5     | Karen Silva      | 12    | Volta Redonda, RJ           | "Ginga"                  | ✔                                   | —                                   | —                                   |
| 6     | Duda de Paula    | 10    | Rio de Janeiro, RJ          | "Meu Abrigo"             | ✔                                   | ✔                                   | ✔                                   |
| 7     | Milena Schmitz   | 10    | Vera, MT                    | "Anunciação"             | ✔                                   | —                                   | ✔                                   |
| 8     | Hévelyn Medeiros | 13    | Garuva, SC                  | "Balada do Louco"        | ✔                                   | ✔                                   | ✔                                   |
| 9     | Benício Abraão   | 14    | Nova Cruz, RN               | "O Caderno"              | ✔                                   | ✔                                   | ✔                                   |
| 10    | Duda Alves       | 10    | Diadema, SP                 | "Ainda Bem"              | —                                   | —                                   | —                                   |
| 11    | Brenda Gonçalves | 11    | Belford Roxo, RJ            | "Pupila"                 | ✔                                   | —                                   | —                                   |
| 12    | Myrella Fernanda | 9     | Novo Horizonte do Norte, MT | "Era Uma Vez"            | ✔                                   | ✔                                   | ✔                                   |

### Episódio 3: Audições às Cegas, Parte 3 (19 de janeiro de 2020)
| Ordem | Competidor         | Idade | Cidade                    | Canção                               | Escolha dos técnicos e competidores | Escolha dos técnicos e competidores | Escolha dos técnicos e competidores |
| Ordem | Competidor         | Idade | Cidade                    | Canção                               | Brown                               | Simone & Simaria                    | Claudia                             |
| ----- | ------------------ | ----- | ------------------------- | ------------------------------------ | ----------------------------------- | ----------------------------------- | ----------------------------------- |
| 1     | Pedro Ogata        | 14    | São Paulo, SP             | "Chandelier"                         | ✔                                   | ✔                                   | ✔                                   |
| 2     | Turí               | 12    | Rio Claro, SP             | "Dança da Solidão"                   | ✔                                   | ✔                                   | ✔                                   |
| 3     | Natielly Rocha     | 13    | Inhuma, PI                | "Saudade"                            | ✔                                   | ✔                                   | —                                   |
| 4     | Mari Lima          | 10    | Rio de Janeiro, RJ        | "Um Mundo Ideal (A Whole New World)" | ✔                                   | —                                   | ✔                                   |
| 5     | Ana Carolina Julio | 13    | São Bernardo do Campo, SP | "Um Anjo do Céu"                     | ✔                                   | —                                   | —                                   |
| 6     | Júlia Lima         | 10    | Esperança, PB             | "Ai, que Saudade d'Ocê"              | ✔                                   | ✔                                   | ✔                                   |
| 7     | Luiza Gavazza      | 10    | Rio de Janeiro, RJ        | "Valerie"                            | —                                   | —                                   | ✔                                   |
| 8     | Luank Dias         | 13    | Brasília, DF              | "Perrengue"                          | —                                   | ✔                                   | —                                   |
| 9     | Brendha Namie      | 10    | Caçapava, SP              | "Felicidade"                         | —                                   | —                                   | —                                   |
| 10    | Artur Ortega       | 12    | Porto Alegre, RS          | "É Preciso Saber Viver"              | ✔                                   | —                                   | ✔                                   |
| 11    | Marilia Tavares    | 13    | Caracaraí, RR             | "Águas de Março"                     | ✔                                   | —                                   | —                                   |
| 12    | Davi Anderson      | 14    | Alfenas, MG               | "I'll Be There"                      | ✔                                   | ✔                                   | ✔                                   |

### Episódio 4: Audições às Cegas, Parte 4 (26 de janeiro de 2020)
| Ordem | Competidor            | Idade | Cidade                        | Canção                      | Escolha dos técnicos e competidores | Escolha dos técnicos e competidores | Escolha dos técnicos e competidores |
| Ordem | Competidor            | Idade | Cidade                        | Canção                      | Brown                               | Simone & Simaria                    | Claudia                             |
| ----- | --------------------- | ----- | ----------------------------- | --------------------------- | ----------------------------------- | ----------------------------------- | ----------------------------------- |
| 1     | Lucas Mohallem        | 10    | Belo Horizonte,MG             | “A Lenda”                   | ✔                                   | ✔                                   | ✔                                   |
| 2     | Giovana Costa         | 13    | Bocaiuva, MG                  | “Canarinho Prisioneiro”     | ✔                                   | ✔                                   | ✔                                   |
| 3     | Laura Rodrigues       | 11    | Brusque, SC                   | “Confusão”                  | ✔                                   | —                                   | —                                   |
| 4     | Heloíse Camargo       | 12    | Bagé, RS                      | “Chegaste”                  | —                                   | —                                   | —                                   |
| 5     | Maria Eduarda Ribeiro | 14    | Fraiburgo, SC                 | “De Volta Pro Aconchego”    | ✔                                   | ✔                                   | ✔                                   |
| 6     | Enzo Zakimi           | 14    | São Paulo, SP                 | “Conquistando o Impossível” | ✔                                   | ✔                                   | ✔                                   |
| 7     | Ana Clara Martins     | 13    | São Paulo, SP                 | “Million Reasons”           | —                                   | —                                   | ✔                                   |
| 8     | Carol Breder          | 9     | Nova Friburgo, RJ             | “A Banda”                   | ✔                                   | —                                   | ✔                                   |
| 9     | Arthur Galvani        | 12    | Santo Antônio do Sudoeste, PR | “Sonho de Ícaro”            | ✔                                   | —                                   | —                                   |
| 10    | Henrique Moreno       | 13    | Matão, SP                     | “Deixa”                     | —                                   | —                                   | —                                   |
| 11    | Anais Waucampt        | 12    | Rio de Janeiro, RJ            | “Final Feliz”               | —                                   | —                                   | ✔                                   |
| 12    | Hellen Sandy          | 11    | Teixeira de Freitas, BA       | “Tente Outra Vez”           | ✔                                   | ✔                                   | ✔                                   |

### Episódio 5: Audições às Cegas, Parte 5 (2 de fevereiro de 2020)
Este episódio se encerrou com uma homenagem a Flavio Goldemberg, diretor do programa, que morreu em 28 de janeiro de 2020.
| Ordem | Competidor          | Idade | Cidade                    | Canção                               | Escolha dos técnicos e competidores | Escolha dos técnicos e competidores | Escolha dos técnicos e competidores |
| Ordem | Competidor          | Idade | Cidade                    | Canção                               | Brown                               | Simone & Simaria                    | Claudia                             |
| ----- | ------------------- | ----- | ------------------------- | ------------------------------------ | ----------------------------------- | ----------------------------------- | ----------------------------------- |
| 1     | Laura Luna          | 13    | Petrópolis, RJ            | "I Put a Spell on You"               | ✔                                   | ✔                                   | ✔                                   |
| 2     | Matheus Freitas     | 10    | Peixoto de Azevedo, MT    | "Anjo (Angel)"                       | ✔                                   | —                                   | ✔                                   |
| 3     | Giovanna de Luca    | 13    | Lorena, SP                | "Assim que Se Faz"                   | ✔                                   | —                                   | —                                   |
| 4     | Giovanna Diniz      | 12    | Ituiutaba, MG             | "Onde Anda Você"                     | ✔                                   | ✔                                   | ✔                                   |
| 5     | Ranon Fernandes     | 11    | Vitória, ES               | "Apenas Mais Uma de Amor"            | —                                   | ✔                                   | —                                   |
| 6     | Ana Luiza Salgueiro | 13    | Brasília, DF              | "Never Ending Story"                 | ✔                                   | —                                   | —                                   |
| 7     | Lívia Corrêa        | 10    | Campos dos Goytacazes, RJ | "Photograph"                         | ✔                                   | ✔                                   | ✔                                   |
| 8     | Lívia Moschen       | 13    | Caxias do Sul, RS         | "Como Eu Quero"                      | —                                   | —                                   | —                                   |
| 9     | Pedro Lucas         | 10    | Petrolina, PE             | "Na Hora de Amar (Spending My Time)" | ✔                                   | ✔                                   | —                                   |
| 10    | Cybeli Cardoso      | 13    | Paulo de Faria, SP        | "O Sol"                              | ✔                                   | ✔                                   | ✔                                   |
| 11    | Arthur Luz          | 11    | Lauro de Freitas, BA      | "Radioactive"                        | ✔                                   | ✔                                   | ✔                                   |

### Episódio 6: Audições às Cegas, Parte 6 (9 de fevereiro de 2020)
| Ordem | Competidor         | Idade | Cidade                    | Canção                                 | Escolha dos técnicos e competidores | Escolha dos técnicos e competidores | Escolha dos técnicos e competidores |
| Ordem | Competidor         | Idade | Cidade                    | Canção                                 | Brown                               | Simone & Simaria                    | Claudia                             |
| ----- | ------------------ | ----- | ------------------------- | -------------------------------------- | ----------------------------------- | ----------------------------------- | ----------------------------------- |
| 1     | Guilherme Simões   | 12    | Recife, PE                | "Canta Brasil"                         | ✔                                   | ✔                                   | ✔                                   |
| 2     | Letícia Prudêncio  | 11    | Araranguá, SC             | "Além do Arco-íris (Over The Rainbow)" | ✔                                   | —                                   | —                                   |
| 3     | Venicios Melo      | 14    | Ouro Branco, AL           | "Ciclo Sem Fim (Circle of Life)"       | ✔                                   | ✔                                   | —                                   |
| 4     | Mabê Neves         | 11    | Santana de Parnaíba, SP   | "Eu Só Queria Te Amar"                 | ✔                                   | —                                   | —                                   |
| 5     | Victor Hugo Mendes | 14    | Goiânia, GO               | "Perfect"                              | ✔                                   | ✔                                   | ✔                                   |
| 6     | Giovanna Brilhante | 11    | Rio de Janeiro, RJ        | "Fica"                                 | ✔                                   | ✔                                   | ✔                                   |
| 7     | Sophia Marie       | 11    | São Paulo, SP             | "Rolling in the Deep"                  | ✔                                   | ✔                                   | —                                   |
| 8     | Arthur Tranjan     | 12    | Rio de Janeiro, RJ        | "Insensatez"                           | —                                   | —                                   | —                                   |
| 9     | Adryel Freitas     | 12    | Campo Novo do Parecis, MT | "Cem Mil"                              | ✔                                   | —                                   | ✔                                   |
| 10    | Milly Vitória      | 12    | Salvador, BA              | "Sangrando"                            | —                                   | ✔                                   | ✔                                   |
| 11    | Gaby Novais        | 11    | Mogi das Cruzes, SP       | "A Menina Dança"                       | ✔                                   | —                                   | —                                   |
| 12    | Gusttavo Salles    | 14    | Rio de Janeiro, RJ        | "Agora (Ahora)"                        | ✔                                   | ✔                                   | ✔                                   |

### Episódio 7: Audições às Cegas, Parte 7 (16 de fevereiro de 2020)
| Ordem | Competidor        | Idade | Cidade              | Canção                        | Escolha dos técnicos e competidores | Escolha dos técnicos e competidores | Escolha dos técnicos e competidores |
| Ordem | Competidor        | Idade | Cidade              | Canção                        | Brown                               | Simone & Simaria                    | Claudia                             |
| ----- | ----------------- | ----- | ------------------- | ----------------------------- | ----------------------------------- | ----------------------------------- | ----------------------------------- |
| 1     | Felipinho         | 14    | Taboão da Serra, SP | "Coração do Maloqueiro"       | ✔                                   | ✔                                   | ✔                                   |
| 2     | Alice Araújo      | 9     | Sapucaia do Sul, RS | "Erva Venenosa"               | ✔                                   | —                                   | ✔                                   |
| 3     | Yisrael Fernando  | 14    | Rio Bonito, RJ      | "When a Man Loves a Woman"    | ✔                                   | ✔                                   | ✔                                   |
| 4     | Rayne Almeida     | 9     | Ituaçu, BA          | "Folha Seca"                  | —                                   | ✔                                   | —                                   |
| 5     | Matheus Martins   | 12    | Campo Grande, RN    | "Amor Distante"               | ✔                                   | —                                   | —                                   |
| 6     | Giovanna Linhares | 10    | Rio de Janeiro, RJ  | "Always Remember Us This Way" | —                                   | —                                   | ✔                                   |
| 7     | Vitor Henriques   | 12    | Sapucaia do Sul, RS | "Caça e Caçador"              | —                                   | —                                   | —                                   |
| 8     | Paulo Gomiz       | 14    | São Paulo, SP       | "Beauty and The Beast"        | ✔                                   | ✔                                   | ✔                                   |
| 9     | Hanny Kerhellyn   | 13    | Nova Aurora, PR     | "Alô"                         | —                                   | Time Completo                       | ✔                                   |
| 10    | Arthur Patta      | 11    | Itaqui, RS          | "Não Deixe o Samba Morrer"    | ✔                                   | Time Completo                       | Time Completo                       |

### Episódios 8 a 11: Batalhas (23 de fevereiro a 15 de março de 2020)
Legenda
Performances
- "Regime Fechado", "Meia Lua Inteira", "Bola de Sabão" – Técnicos e Competidores
- "Perigosinha" – Claudia Leitte
- "Paixão de Rua (Ou)" – Carlinhos Brown
- "Amoreco" – Simone & Simaria

| Episódio | Técnico          | Ordem | Vencedor(es)          | Canção                        | Eliminados          | Eliminados        |  |
| -------- | ---------------- | ----- | --------------------- | ----------------------------- | ------------------- | ----------------- |  |
| 8        | Claudia Leitte   | 1     | Giovana Aguilera      | "Rock and Roll"               | Giovana Linhares    | Hévelyn Medeiros  |  |
| 8        | Simone & Simaria | 2     | Manu Guimarães        | "Tijolinho por Tijolinho"     | Ranon Fernandes     | Rayne Almeida     |  |
| 8        | Carlinhos Brown  | 3     | Matheus Martins       | "Louca de Saudade"            | Arthur Galvani      | Arthur Patta      |  |
| 8        | Simone & Simaria | 4     | Natielly Rocha        | "Dona de Mim"                 | Cybeli Cardoso      | Laura Luna        |  |
| 8        | Claudia Leitte   | 5     | Duda de Paula         | "Quem Sou"                    | Luiza Gavazza       | Mari Lima         |  |
| 8        | Carlinhos Brown  | 6     | Kauê Penna            | "Pra Sempre Vou te Amar"      | Giovanna de Luca    | Milena Schmitz    |  |
|          |                  |       |                       |                               |                     |                   |  |
| 9        | Claudia Leitte   | 1     | Victor Hugo Mendes    | "In My Blood"                 | Maria Alice Santana | Pedro Ogata       |  |
| 9        | Carlinhos Brown  | 2     | Carol Breder          | "Exagerado"                   | Letícia Prudêncio   | Turí              |  |
| 9        | Simone & Simaria | 3     | Milly Vitória         | "Sabiá"                       | Giovana Costa       | Júlia Lima        |  |
| 9        | Claudia Leitte   | 4     | Analu Sampaio         | "Garota de Ipanema"           | Anais Waucampt      | Ana Júlia Poletto |  |
| 9        | Carlinhos Brown  | 5     | Arthur Luz            | "A Tal Canção Pra Lua"        | Artur Ortega        | Laura Rodrigues   |  |
| 9        | Simone & Simaria | 6     | Felipinho             | "Jogo do Amor"                | Benício Abraão      | Enzo Zakimi       |  |
|          |                  |       |                       |                               |                     |                   |  |
| 10       | Simone & Simaria | 1     | Gusttavo Salles       | "A Hora É Agora"              | Pablo Paludo        | Welcson Viegas    |  |
| 10       | Carlinhos Brown  | 2     | Luísa Martins         | "Do Seu Lado"                 | Alice Araújo        | Gaby Novais       |  |
| 10       | Claudia Leitte   | 3     | Guilherme Simões      | "She"                         | Bruno Zicman        | Yisrael Fernando  |  |
| 10       | Carlinhos Brown  | 4     | Sophia Marie          | "Girls Just Want to Have Fun" | Ana Luiza Salgueiro | Mabê Neves        |  |
| 10       | Claudia Leitte   | 5     | Maria Eduarda Ribeiro | "Samba de Verão"              | Ana Clara Martins   | Giovanna Diniz    |  |
| 10       | Simone & Simaria | 6     | Vinne Ramos           | “Meio Caminho Andado”         | Luank Dias          | Pedro Lucas       |  |
|          |                  |       |                       |                               |                     |                   |  |
| 11       | Simone & Simaria | 1     | Paulo Gomiz           | "This Is Me"                  | Davi Anderson       | Venícios Melo     |  |
| 11       | Carlinhos Brown  | 2     | Loren Medeiros        | "Flagra"                      | Brenda Gonçalves    | Marília Tavares   |  |
| 11       | Claudia Leitte   | 3     | Lívia Corrêa          | "Brisa"                       | Hanny Kethellyn     | Melissa Uehara    |  |
| 11       | Simone & Simaria | 4     | Hellen Sandy          | "Lua de Cristal”              | Giovanna Brilhante  | Myrella Fernanda  |  |
| 11       | Carlinhos Brown  | 5     | Karen Silva           | "Menina Solta"                | Ana Carolina Julio  | Júlia Gomes       |  |
| 11       | Claudia Leitte   | 6     | Lucas Mohallem        | "Volta pra Mim"               | Adryel Freitas      | Matheus Freitas   |  |

### Episódio 12: Melhores Momentos, Parte 1 (22 de março de 2020)
Nesses cinco episódios, a TV Globo exibiu os melhores momentos nas Audições às Cegas e Batalhas, da 5ª temporada. Isto, devido a Pandemia do Coronavírus.
| Ordem | Competidor         | Idade | Cidade                   | Canção                  | Participação                    | Time             |
| ----- | ------------------ | ----- | ------------------------ | ----------------------- | ------------------------------- | ---------------- |
| 1     | Vinne Ramos        | 9     | Manaus, AM               | "Fui Fiel"              | 1º Episódio - Audições às Cegas | Simone & Simaria |
| 2     | Analu Sampaio      | 11    | Vitória da Conquista, BA | "Madalena"              | 1º Episódio - Audições às Cegas | Claudia Leitte   |
| 3     | Carol Breder       | 9     | Nova Friburgo, RJ        | "A Banda"               | 4º Episódio - Audições às Cegas | Carlinhos Brown  |
| 4     | Natielly Rocha     | 13    | Inhuma, PI               | "Saudade"               | 3º Episódio - Audições às Cegas | Simone & Simaria |
| 5     | Kauê Penna         | 13    | São João de Meriti, RJ   | "Run To You"            | 1º Episódio - Audições às Cegas | Carlinhos Brown  |
| 6     | Victor Hugo Mendes | 14    | Goiânia, GO              | "Perfect"               | 6º Episódio - Audições às Cegas | Claudia Leitte   |
| 7     | Manu Guimarães     | 9     | Barroso, MG              | "Regime Fechado"        | 2º Episódio - Audições às Cegas | Simone & Simaria |
| 8     | Duda de Paula      | 10    | Rio de Janeiro, RJ       | "Meu Abrigo"            | 2º Episódio - Audições às Cegas | Claudia Leitte   |
| 9     | Felipinho          | 14    | Taboão da Serra, SP      | "Coração do Maloqueiro" | 7º Episódio - Audições às Cegas | Simone & Simaria |
| 10    | Hellen Sandy       | 11    | Teixeira de Freitas, BA  | "Tente Outra Vez"       | 4º Episódio - Audições às Cegas | Claudia Leitte   |
| 11    | Lucas Mohallem     | 10    | Belo Horizonte, MG       | "A Lenda"               | 4º Episódio - Audições às Cegas | Claudia Leitte   |

### Episódio 13: Melhores Momentos, Parte 2 (29 de março de 2020)
| Ordem | Competidor            | Idade | Cidade                      | Canção                   | Participação                    | Time             |
| ----- | --------------------- | ----- | --------------------------- | ------------------------ | ------------------------------- | ---------------- |
| 1     | Gusttavo Salles       | 14    | Rio de Janeiro, RJ          | "Agora (Ahora)"          | 6º Episódio - Audições às Cegas | Simone & Simaria |
| 2     | Lívia Corrêa          | 10    | Campos dos Goytacazes, RJ   | "Photograph"             | 5º Episódio - Audições às Cegas | Claudia Leitte   |
| 3     | Matheus Martins       | 12    | Campo Grande, RN            | "Amor Distante"          | 7º Episódio - Audições às Cegas | Carlinhos Brown  |
| 4     | Giovana Aguilera      | 13    | Nova Friburgo, RJ           | "Believer"               | 1º Episódio - Audições às Cegas | Claudia Leitte   |
| 5     | Myrella Fernanda      | 9     | Novo Horizonte do Norte, MT | "Era Uma Vez"            | 2º Episódio - Audições às Cegas | Simone & Simaria |
| 6     | Pedro Ogata           | 14    | São Paulo, SP               | "Chandelier"             | 3º Episódio - Audições às Cegas | Claudia Leitte   |
| 7     | Sophia Marie          | 11    | São Paulo, SP               | "Rolling In The Deep"    | 6º Episódio - Audições às Cegas | Carlinhos Brown  |
| 8     | Maria Eduarda Ribeiro | 14    | Fraiburgo, SC               | "De Volta Pro Aconchego" | 4º Episódio - Audições às Cegas | Claudia Leitte   |
| 9     | Benício Abraão        | 14    | Nova Cruz, RN               | "O Caderno"              | 2º Episódio - Audições às Cegas | Simone & Simaria |
| 10    | Karen Silva           | 12    | Volta Redonda, RJ           | "Ginga"                  | 2º Episódio - Audições às Cegas | Carlinhos Brown  |
| 11    | Guilherme Simões      | 12    | Recife, PE                  | "Canta Brasil"           | 6º Episódio - Audições às Cegas | Claudia Leitte   |

### Episódio 14: Melhores Momentos, Parte 3 (5 de abril de 2020)
| Ordem | Competidor          | Idade | Cidade               | Canção                               | Participação                    | Time             |
| ----- | ------------------- | ----- | -------------------- | ------------------------------------ | ------------------------------- | ---------------- |
| 1     | Júlia Lima          | 10    | Esperança, PB        | "Ai Que Saudade d'Ocê"               | 3º Episódio - Audições às Cegas | Simone & Simaria |
| 2     | Luísa Martins       | 11    | Taboão da Serra, SP  | "Azul Da Cor do Mar"                 | 2º Episódio - Audições às Cegas | Carlinhos Brown  |
| 3     | Pablo Paludo        | 12    | Guatambu, SC         | "Saudade De Minha Terra"             | 1º Episódio - Audições às Cegas | Simone & Simaria |
| 4     | Maria Alice Santana | 14    | Congonhas, MG        | "Stone Cold"                         | 1º Episódio - Audições às Cegas | Claudia Leitte   |
| 5     | Artur Ortega        | 12    | Porto Alegre, RS     | "É Preciso Saber Viver"              | 3º Episódio - Audições às Cegas | Carlinhos Brown  |
| 6     | Davi Anderson       | 14    | Alfenas, MG          | "I'll Be There"                      | 3º Episódio - Audições às Cegas | Simone & Simaria |
| 7     | Milly Vitória       | 12    | Salvador, BA         | "Sangrando"                          | 6º Episódio - Audições às Cegas | Simone & Simaria |
| 8     | Mari Lima           | 10    | Rio de Janeiro, RJ   | "Um Mundo Ideal (I Whole New World)" | 3º Episódio - Audições às Cegas | Claudia Leitte   |
| 9     | Arthur Luz          | 11    | Lauro de Freitas, BA | "Radioactive"                        | 5º Episódio - Audições às Cegas | Carlinhos Brown  |
| 10    | Loren Medeiros      | 11    | Cruzeiro do Sul, AC  | "João e Maria"                       | 1º Episódio - Audições às Cegas | Carlinhos Brown  |
| 11    | Paulo Gomiz         | 14    | São Paulo, SP        | "Beauty And The Beast"               | 7º Episódio - Audições às Cegas | Simone & Simaria |

### Episódio 15: Melhores Momentos, Parte 4 (12 de abril de 2020)
A partir desse episódio, começa a exibir os melhores momentos da fase das batalhas.
Legenda
Performance
- "Paixão de Rua (Ou)" – Carlinhos Brown

| Ordem | Competidores          | Vencedor(a)           | Canção                      | Participação           | Time             |
| ----- | --------------------- | --------------------- | --------------------------- | ---------------------- | ---------------- |
| 1     | Giovanna de Luca      | Kauê Penna            | "Forever By Your Side"      | 1º Episódio - Batalhas | Carlinhos Brown  |
| 1     | Kauê Penna            | Kauê Penna            | "Forever By Your Side"      | 1º Episódio - Batalhas | Carlinhos Brown  |
| 1     | Milena Schmitz        | Kauê Penna            | "Forever By Your Side"      | 1º Episódio - Batalhas | Carlinhos Brown  |
| 2     | Alice Araújo          | Luísa Martins         | "Do Seu Lado"               | 3º Episódio - Batalhas | Carlinhos Brown  |
| 2     | Gaby Novais           | Luísa Martins         | "Do Seu Lado"               | 3º Episódio - Batalhas | Carlinhos Brown  |
| 2     | Luísa Martins         | Luísa Martins         | "Do Seu Lado"               | 3º Episódio - Batalhas | Carlinhos Brown  |
| 3     | Maria Alice Santana   | Victor Hugo Mendes    | "In My Blood"               | 2º Episódio - Batalhas | Claudia Leitte   |
| 3     | Pedro Ogata           | Victor Hugo Mendes    | "In My Blood"               | 2º Episódio - Batalhas | Claudia Leitte   |
| 3     | Victor Hugo Mendes    | Victor Hugo Mendes    | "In My Blood"               | 2º Episódio - Batalhas | Claudia Leitte   |
| 4     | Ana Clara Martins     | Maria Eduarda Ribeiro | "Samba de Verão"            | 3º Episódio - Batalhas | Claudia Leitte   |
| 4     | Giovana Diniz         | Maria Eduarda Ribeiro | "Samba de Verão"            | 3º Episódio - Batalhas | Claudia Leitte   |
| 4     | Maria Eduarda Ribeiro | Maria Eduarda Ribeiro | "Samba de Verão"            | 3º Episódio - Batalhas | Claudia Leitte   |
| 5     | Manu Guimarães        | Manu Guimarães        | "Tijolinho Por Tijolinho"   | 1º Episódio - Batalhas | Simone & Simaria |
| 5     | Ranon Fernandes       | Manu Guimarães        | "Tijolinho Por Tijolinho"   | 1º Episódio - Batalhas | Simone & Simaria |
| 5     | Rayne Almeida         | Manu Guimarães        | "Tijolinho Por Tijolinho"   | 1º Episódio - Batalhas | Simone & Simaria |
| 6     | Luank Dias            | Vinne Ramos           | "Meio Caminho Andado"       | 3º Episódio - Batalhas | Simone & Simaria |
| 6     | Pedro Lucas           | Vinne Ramos           | "Meio Caminho Andado"       | 3º Episódio - Batalhas | Simone & Simaria |
| 6     | Vinne Ramos           | Vinne Ramos           | "Meio Caminho Andado"       | 3º Episódio - Batalhas | Simone & Simaria |
| 7     | Brenda Gonçalves      | Loren Medeiros        | "Flagra"                    | 4º Episódio - Batalhas | Carlinhos Brown  |
| 7     | Loren Medeiros        | Loren Medeiros        | "Flagra"                    | 4º Episódio - Batalhas | Carlinhos Brown  |
| 7     | Marília Tavares       | Loren Medeiros        | "Flagra"                    | 4º Episódio - Batalhas | Carlinhos Brown  |
| 8     | Ana Luiza Salgueiro   | Sophia Marie          | "Girls Just Wanna Have Fun" | 3º Episódio - Batalhas | Carlinhos Brown  |
| 8     | Mabê Neves            | Sophia Marie          | "Girls Just Wanna Have Fun" | 3º Episódio - Batalhas | Carlinhos Brown  |
| 8     | Sophia Marie          | Sophia Marie          | "Girls Just Wanna Have Fun" | 3º Episódio - Batalhas | Carlinhos Brown  |
| 9     | Cybeli Cardoso        | Natielly Rocha        | "Dona de Mim"               | 1º Episódio - Batalhas | Simone & Simaria |
| 9     | Laura Luna            | Natielly Rocha        | "Dona de Mim"               | 1º Episódio - Batalhas | Simone & Simaria |
| 9     | Natielly Rocha        | Natielly Rocha        | "Dona de Mim"               | 1º Episódio - Batalhas | Simone & Simaria |
| 10    | Benício Abraão        | Felipinho             | "Jogo do Amor"              | 2º Episódio - Batalhas | Simone & Simaria |
| 10    | Enzo Zakimi           | Felipinho             | "Jogo do Amor"              | 2º Episódio - Batalhas | Simone & Simaria |
| 10    | Felipinho             | Felipinho             | "Jogo do Amor"              | 2º Episódio - Batalhas | Simone & Simaria |
| 11    | Giovana Aguilera      | Giovana Aguilera      | "Rock And Roll"             | 1º Episódio - Batalhas | Claudia Leitte   |
| 11    | Giovanna Linhares     | Giovana Aguilera      | "Rock And Roll"             | 1º Episódio - Batalhas | Claudia Leitte   |
| 11    | Hévelin Medeiros      | Giovana Aguilera      | "Rock And Roll"             | 1º Episódio - Batalhas | Claudia Leitte   |
| 12    | Ana Júlia Poletto     | Analu Sampaio         | "Garota de Ipanema"         | 2º Episódio - Batalhas | Claudia Leitte   |
| 12    | Anais Waucampt        | Analu Sampaio         | "Garota de Ipanema"         | 2º Episódio - Batalhas | Claudia Leitte   |
| 12    | Analu Sampaio         | Analu Sampaio         | "Garota de Ipanema"         | 2º Episódio - Batalhas | Claudia Leitte   |

### Episódio 16: Melhores Momentos, Parte 5 (19 de abril de 2020)
Esse é o último episódio dos Melhores Momentos. Consequentemente, o programa Tamanho Família, irá substituir o The Voice Kids na grade de programação da TV Globo, até que a Pandemia de COVID-19, acabe.
Performance (Vídeo)
- "Teia da Felicidade" – Carlinhos Brown

| Ordem | Competidores       | Vencedor(a)      | Canção                  | Participação           | Time             |
| ----- | ------------------ | ---------------- | ----------------------- | ---------------------- | ---------------- |
| 1     | Ana Carolina Júlio | Karen Silva      | "Menina Solta"          | 4º Episódio - Batalhas | Carlinhos Brown  |
| 1     | Júlia Gomes        | Karen Silva      | "Menina Solta"          | 4º Episódio - Batalhas | Carlinhos Brown  |
| 1     | Karen Silva        | Karen Silva      | "Menina Solta"          | 4º Episódio - Batalhas | Carlinhos Brown  |
| 2     | Carol Breder       | Carol Breder     | "Exagerado"             | 2º Episódio - Batalhas | Carlinhos Brown  |
| 2     | Letícia Prudêncio  | Carol Breder     | "Exagerado"             | 2º Episódio - Batalhas | Carlinhos Brown  |
| 2     | Turí               | Carol Breder     | "Exagerado"             | 2º Episódio - Batalhas | Carlinhos Brown  |
| 3     | Bruno Zicman       | Guilherme Simões | "She"                   | 3º Episódio - Batalhas | Claudia Leitte   |
| 3     | Guilherme Simões   | Guilherme Simões | "She"                   | 3º Episódio - Batalhas | Claudia Leitte   |
| 3     | Yisrael Fernando   | Guilherme Simões | "She"                   | 3º Episódio - Batalhas | Claudia Leitte   |
| 4     | Hanny Kethellyn    | Lívia Corrêa     | "Brisa"                 | 4º Episódio - Batalhas | Claudia Leitte   |
| 4     | Lívia Corrêa       | Lívia Corrêa     | "Brisa"                 | 4º Episódio - Batalhas | Claudia Leitte   |
| 4     | Melissa Uehara     | Lívia Corrêa     | "Brisa"                 | 4º Episódio - Batalhas | Claudia Leitte   |
| 5     | Giovana Costa      | Milly Vitória    | "Sabiá"                 | 2º Episódio - Batalhas | Simone & Simaria |
| 5     | Júlia Gomes        | Milly Vitória    | "Sabiá"                 | 2º Episódio - Batalhas | Simone & Simaria |
| 5     | Milly Vitória      | Milly Vitória    | "Sabiá"                 | 2º Episódio - Batalhas | Simone & Simaria |
| 6     | Gusttavo Sales     | Gusttavo Sales   | "A Hora É Agora"        | 3º Episódio - Batalhas | Simone & Simaria |
| 6     | Pablo Paludo       | Gusttavo Sales   | "A Hora É Agora"        | 3º Episódio - Batalhas | Simone & Simaria |
| 6     | Welcson Viegas     | Gusttavo Sales   | "A Hora É Agora"        | 3º Episódio - Batalhas | Simone & Simaria |
| 7     | Arthur Galvani     | Matheus Martins  | "Louca de Saudade"      | 1º Episódio - Batalhas | Carlinhos Brown  |
| 7     | Arthur Patta       | Matheus Martins  | "Louca de Saudade"      | 1º Episódio - Batalhas | Carlinhos Brown  |
| 7     | Matheus Martins    | Matheus Martins  | "Louca de Saudade"      | 1º Episódio - Batalhas | Carlinhos Brown  |
| 8     | Arthur Luz         | Arthur Luz       | "A Tal Canção Para Lua" | 2º Episódio - Batalhas | Carlinhos Brown  |
| 8     | Artur Ortega       | Arthur Luz       | "A Tal Canção Para Lua" | 2º Episódio - Batalhas | Carlinhos Brown  |
| 8     | Laura Rodrigues    | Arthur Luz       | "A Tal Canção Para Lua" | 2º Episódio - Batalhas | Carlinhos Brown  |
| 9     | Duda de Paula      | Duda de Paula    | "Quem Sou"              | 1º Episódio - Batalhas | Claudia Leitte   |
| 9     | Luiza Gavazza      | Duda de Paula    | "Quem Sou"              | 1º Episódio - Batalhas | Claudia Leitte   |
| 9     | Mari Lima          | Duda de Paula    | "Quem Sou"              | 1º Episódio - Batalhas | Claudia Leitte   |
| 10    | Adryel Freitas     | Lucas Mohallem   | "Volta pra Mim"         | 4º Episódio - Batalhas | Claudia Leitte   |
| 10    | Lucas Mohallem     | Lucas Mohallem   | "Volta pra Mim"         | 4º Episódio - Batalhas | Claudia Leitte   |
| 10    | Matheus Freitas    | Lucas Mohallem   | "Volta pra Mim"         | 4º Episódio - Batalhas | Claudia Leitte   |
| 11    | Hellen Sandy       | Hellen Sandy     | "Lua de Cristal"        | 4º Episódio - Batalhas | Simone & Simaria |
| 11    | Giovanna Brilhante | Hellen Sandy     | "Lua de Cristal"        | 4º Episódio - Batalhas | Simone & Simaria |
| 11    | Myrella Fernanda   | Hellen Sandy     | "Lua de Cristal"        | 4º Episódio - Batalhas | Simone & Simaria |
| 12    | Davi Anderson      | Paulo Gomiz      | "This Is Me"            | 4º Episódio - Batalhas | Simone & Simaria |
| 12    | Paulo Gomiz        | Paulo Gomiz      | "This Is Me"            | 4º Episódio - Batalhas | Simone & Simaria |
| 12    | Venícios Melo      | Paulo Gomiz      | "This Is Me"            | 4º Episódio - Batalhas | Simone & Simaria |

### Episódio 17: Melhores Momentos, Parte 6 (13 de setembro de 2020)
A volta do The Voice Kids, foi iniciada pela trajetória das vozes que seguem na competição, marcando oficialmente o retorno do programa.
| Ordem | Competidor       | Idade | Cidade                    | Canção                  | Participação                    | Time             |
| ----- | ---------------- | ----- | ------------------------- | ----------------------- | ------------------------------- | ---------------- |
| 1     | Giovana Aguilera | 13    | Nova Friburgo, RJ         | "Believer"              | 1º Episódio - Audições às Cegas | Claudia Leitte   |
| 2     | Analu Sampaio    | 11    | Vitória da Conquista, BA  | "Madalena"              | 1º Episódio - Audições às Cegas | Claudia Leitte   |
| 3     | Lívia Corrêa     | 10    | Campos dos Goytacazes, RJ | "Photograph"            | 5º Episódio - Audições às Cegas | Claudia Leitte   |
| 4     | Vinne Ramos      | 9     | Manaus, AM                | "Fui Fiel"              | 1º Episódio - Audições às Cegas | Simone & Simaria |
| 5     | Felipinho        | 14    | Taboão da Serra, SP       | "Coração do Maloqueiro" | 7º Episódio - Audições às Cegas | Simone & Simaria |
| 6     | Milly Vitória    | 12    | Salvador, BA              | "Sangrando"             | 6º Episódio - Audições às Cegas | Simone & Simaria |
| 7     | Kauê Penna       | 13    | São João de Meriti, RJ    | "Run To You"            | 1º Episódio - Audições às Cegas | Carlinhos Brown  |
| 8     | Sophia Marie     | 11    | São Paulo, SP             | "Rolling In The Deep"   | 6º Episódio - Audições às Cegas | Carlinhos Brown  |
| 9     | Loren Medeiros   | 11    | Cruzeiro do Sul, AC       | "João e Maria"          | 1º Episódio - Audições às Cegas | Carlinhos Brown  |
| 10    | Gusttavo Salles  | 14    | Rio de Janeiro, RJ        | "Agora (Ahora)"         | 6º Episódio - Audições às Cegas | Simone & Simaria |
| 11    | Guilherme Simões | 12    | Recife, PE                | "Canta Brasil"          | 6º Episódio - Audições às Cegas | Claudia Leitte   |
| 12    | Luísa Martins    | 11    | Taboão da Serra, SP       | "Azul da Cor do Mar"    | 2º Episódio - Audições às Cegas | Carlinhos Brown  |

| Ordem | Competidores          | Vencedor(a)           | Canção                    | Participação           | Time             |
| ----- | --------------------- | --------------------- | ------------------------- | ---------------------- | ---------------- |
| 1     | Maria Alice Santana   | Victor Hugo Mendes    | "In My Blood"             | 2º Episódio - Batalhas | Claudia Leitte   |
| 1     | Pedro Ogata           | Victor Hugo Mendes    | "In My Blood"             | 2º Episódio - Batalhas | Claudia Leitte   |
| 1     | Victor Hugo Mendes    | Victor Hugo Mendes    | "In My Blood"             | 2º Episódio - Batalhas | Claudia Leitte   |
| 2     | Duda de Paula         | Duda de Paula         | "Quem sou"                | 1º Episódio - Batalhas | Claudia Leitte   |
| 2     | Luiza Gavazza         | Duda de Paula         | "Quem sou"                | 1º Episódio - Batalhas | Claudia Leitte   |
| 2     | Mari Lima             | Duda de Paula         | "Quem sou"                | 1º Episódio - Batalhas | Claudia Leitte   |
| 3     | Ana Carolina Júlio    | Karen Silva           | "Menina Solta"            | 4º Episódio - Batalhas | Carlinhos Brown  |
| 3     | Julia Gomes           | Karen Silva           | "Menina Solta"            | 4º Episódio - Batalhas | Carlinhos Brown  |
| 3     | Karen Silva           | Karen Silva           | "Menina Solta"            | 4º Episódio - Batalhas | Carlinhos Brown  |
| 4     | Arthur Galvani        | Matheus Martins       | "Louca de Saudade"        | 1º Episódio - Batalhas | Carlinhos Brown  |
| 4     | Arthur Patta          | Matheus Martins       | "Louca de Saudade"        | 1º Episódio - Batalhas | Carlinhos Brown  |
| 4     | Matheus Martins       | Matheus Martins       | "Louca de Saudade"        | 1º Episódio - Batalhas | Carlinhos Brown  |
| 5     | Manu Guimarães        | Manu Guimarães        | "Tijolinho Por Tijolinho" | 1º Episódio - Batalhas | Simone & Simaria |
| 5     | Ranon Fernandes       | Manu Guimarães        | "Tijolinho Por Tijolinho" | 1º Episódio - Batalhas | Simone & Simaria |
| 5     | Rayne Almeida         | Manu Guimarães        | "Tijolinho Por Tijolinho" | 1º Episódio - Batalhas | Simone & Simaria |
| 6     | Adryel Freitas        | Lucas Mohallem        | "Volta pra Mim"           | 4º Episódio - Batalhas | Claudia Leitte   |
| 6     | Lucas Mohallem        | Lucas Mohallem        | "Volta pra Mim"           | 4º Episódio - Batalhas | Claudia Leitte   |
| 6     | Matheus Freitas       | Lucas Mohallem        | "Volta pra Mim"           | 4º Episódio - Batalhas | Claudia Leitte   |
| 7     | Arthur Luz            | Arthur Luz            | "A Tal Canção Pra Lua"    | 2º Episódio - Batalhas | Carlinhos Brown  |
| 7     | Artur Ortega          | Arthur Luz            | "A Tal Canção Pra Lua"    | 2º Episódio - Batalhas | Carlinhos Brown  |
| 7     | Laura Rodrigues       | Arthur Luz            | "A Tal Canção Pra Lua"    | 2º Episódio - Batalhas | Carlinhos Brown  |
| 8     | Giovanna Brilhante    | Hellen Sandy          | "Lua de Cristal"          | 4º Episódio - Batalhas | Simone & Simaria |
| 8     | Hellen Sandy          | Hellen Sandy          | "Lua de Cristal"          | 4º Episódio - Batalhas | Simone & Simaria |
| 8     | Myrella Fernanda      | Hellen Sandy          | "Lua de Cristal"          | 4º Episódio - Batalhas | Simone & Simaria |
| 9     | Cybeli Cardoso        | Natielly Rocha        | "Dona de Mim"             | 1º Episódio - Batalhas | Simone & Simaria |
| 9     | Laura Luna            | Natielly Rocha        | "Dona de Mim"             | 1º Episódio - Batalhas | Simone & Simaria |
| 9     | Natielly Rocha        | Natielly Rocha        | "Dona de Mim"             | 1º Episódio - Batalhas | Simone & Simaria |
| 10    | Carol Breder          | Carol Breder          | "Exagerado"               | 2º Episódio - Batalhas | Carlinhos Brown  |
| 10    | Letícia Prudêncio     | Carol Breder          | "Exagerado"               | 2º Episódio - Batalhas | Carlinhos Brown  |
| 10    | Turí                  | Carol Breder          | "Exagerado"               | 2º Episódio - Batalhas | Carlinhos Brown  |
| 11    | Ana Clara Martins     | Maria Eduarda Ribeiro | "Samba de Verão"          | 3º Episódio - Batalhas | Claudia Leitte   |
| 11    | Giovanna Diniz        | Maria Eduarda Ribeiro | "Samba de Verão"          | 3º Episódio - Batalhas | Claudia Leitte   |
| 11    | Maria Eduarda Ribeiro | Maria Eduarda Ribeiro | "Samba de Verão"          | 3º Episódio - Batalhas | Claudia Leitte   |
| 12    | Davi Anderson         | Paulo Gomiz           | "This Is Me"              | 4º Episódio - Batalhas | Simone & Simaria |
| 12    | Paulo Gomiz           | Paulo Gomiz           | "This Is Me"              | 4º Episódio - Batalhas | Simone & Simaria |
| 12    | Venícios Melo         | Paulo Gomiz           | "This Is Me"              | 4º Episódio - Batalhas | Simone & Simaria |

### Episódio 18: Shows ao vivo - Quartas de Final, Parte 1 (20 de setembro de 2020)
A partir desse episódio, a cantora Claudia Leitte deixa o júri do The Voice Kids, sendo substituída por Mumuzinho, que se torna o novo técnico da equipe.
Legenda
| Ordem | Técnico          | Competidor      | Canção                               | Resultado                |
| ----- | ---------------- | --------------- | ------------------------------------ | ------------------------ |
| 1     | Simone & Simaria | Gusttavo Salles | "Vou Ter Que Superar"                | Eliminado                |
| 2     | Simone & Simaria | Hellen Sandy    | "Desperdiçou"                        | Eliminada                |
| 3     | Simone & Simaria | Manu Guimarães  | "Serenata"                           | Salva pelas técnicas     |
| 4     | Simone & Simaria | Paulo Gomiz     | "Stay With Me"                       | Voto do público (35,15%) |
| 5     | Mumuzinho        | Analu Sampaio   | "Upa Neguinho"                       | Voto do público (40,90%) |
| 6     | Mumuzinho        | Duda de Paula   | "Mais Ninguém"                       | Eliminada                |
| 7     | Mumuzinho        | Lívia Corrêa    | "Onde Você Mora"                     | Eliminada                |
| 8     | Mumuzinho        | Lucas Mohallem  | "Set Fire To The Rain"               | Salvo pelo técnico       |
| 9     | Carlinhos Brown  | Arthur Luz      | "Tempos Modernos"                    | Eliminado                |
| 10    | Carlinhos Brown  | Carol Breder    | "Assim Caminha A Humanidade"         | Eliminada                |
| 11    | Carlinhos Brown  | Kauê Penna      | "Listen"                             | Voto do público (50,31%) |
| 12    | Carlinhos Brown  | Matheus Martins | "Estou Apaixonado (Estoy Enamorado)" | Salvo pelo técnico       |

### Episódio 19: Shows ao vivo - Quartas de Final, Parte 2 (27 de setembro de 2020)
| Ordem | Técnico          | Competidor            | Canção                              | Resultado                |
| ----- | ---------------- | --------------------- | ----------------------------------- | ------------------------ |
| 1     | Mumuzinho        | Giovana Aguilera      | "Jardins da Babilônia"              | Voto do público (29,35%) |
| 2     | Mumuzinho        | Guilherme Simões      | "Como É Grande O Meu Amor Por Você" | Eliminado                |
| 3     | Mumuzinho        | Maria Eduarda Ribeiro | "Rise Up"                           | Salva pelo técnico       |
| 4     | Mumuzinho        | Victor Hugo Mendes    | "Medo Bobo"                         | Eliminado                |
| 5     | Carlinhos Brown  | Karen Silva           | "Meu Talismã"                       | Voto do público (34,84%) |
| 6     | Carlinhos Brown  | Loren Medeiros        | "Por Onde Andei"                    | Eliminada                |
| 7     | Carlinhos Brown  | Luísa Martins         | "Who's Loving You"                  | Salva pelo técnico       |
| 8     | Carlinhos Brown  | Sophia Marie          | "Happy"                             | Eliminada                |
| 9     | Simone & Simaria | Felipinho             | "Amor de Verdade"                   | Voto do público (44,50%) |
| 10    | Simone & Simaria | Milly Vitória         | "Esse Brilho É Meu"                 | Eliminada                |
| 11    | Simone & Simaria | Natielly Rocha        | "Girassol"                          | Eliminada                |
| 12    | Simone & Simaria | Vinne Ramos           | "Galopeira"                         | Salvo pelas técnicas     |

### Episódio 20: Shows ao vivo - Semifinal (4 de outubro de 2020)
Legenda
| Ordem | Técnico          | Competidor            | Canção                                | Resultado (pontos) | Resultado (pontos) | Resultado (pontos) |
| Ordem | Técnico          | Competidor            | Canção                                | Público            | Técnico            | Total              |
| ----- | ---------------- | --------------------- | ------------------------------------- | ------------------ | ------------------ | ------------------ |
| 1     | Simone & Simaria | Felipinho             | "Espaçosa Demais"                     | 33,42              | 0                  | 33,42              |
| 2     | Simone & Simaria | Manu Guimarães        | "Pisadinha"                           | 12,11              | 0                  | 12,11              |
| 3     | Simone & Simaria | Paulo Gomiz           | "Talking To The Moon"                 | 22,99              | 20                 | 42,99              |
| 4     | Simone & Simaria | Vinne Ramos           | "Pense em Mim"                        | 31,48              | 0                  | 31,48              |
| 5     | Carlinhos Brown  | Karen Silva           | "Spirit"                              | 15,18              | 0                  | 15,18              |
| 6     | Carlinhos Brown  | Kauê Penna            | "Didn't We Almost Have It All"        | 61,50              | 20                 | 81,50              |
| 7     | Carlinhos Brown  | Luísa Martins         | "Primavera (Vai Chuva)"               | 10,86              | 0                  | 10,86              |
| 8     | Carlinhos Brown  | Matheus Martins       | "Péssimo Negócio"                     | 12,46              | 0                  | 12,46              |
| 9     | Mumuzinho        | Analu Sampaio         | "Vou Deitar e Rolar (Quaquaraquaquá)" | 38,97              | 0                  | 38,97              |
| 10    | Mumuzinho        | Giovana Aguilera      | "Cryin"                               | 28,64              | 0                  | 28,64              |
| 11    | Mumuzinho        | Lucas Mohallem        | "A Paz/Heal The World"                | 8,96               | 0                  | 8,96               |
| 12    | Mumuzinho        | Maria Eduarda Ribeiro | "Fim de Tarde"                        | 23,43              | 20                 | 43,43              |

### Episódio 21: Shows ao vivo - Final (11 de outubro de 2020)
Legenda
| Técnico          | Competidor            | Ordem | Canção Solo 1        | Ordem | Canção do Dueto               | Ordem | Canção Solo 2                                    | Resultado         |
| ---------------- | --------------------- | ----- | -------------------- | ----- | ----------------------------- | ----- | ------------------------------------------------ | ----------------- |
| Carlinhos Brown  | Kauê Penna            | 1     | "Nada Mais (Lately)" | 4     | "Saúde" (com Carlinhos Brown) | 7     | "Para Sempre Vou te Amar (Forever By Your Side)" | Vencedor (50,50%) |
| Mumuzinho        | Maria Eduarda Ribeiro | 2     | "Coleção"            | 5     | "Sina" (com Mumuzinho)        | 8     | "De Volta Pro Aconchego"                         | Finalista         |
| Simone & Simaria | Paulo Gomiz           | 3     | "Blinding Lights"    | 6     | "Raspão" (com Simaria Mendes) | 9     | "Beauty And The Beast"                           | Finalista         |

| Ordem | Artista         | Canção                  |
| ----- | --------------- | ----------------------- |
| 1     | Carlinhos Brown | "Teia da Felicidade"    |
| 2     | Simaria Mendes  | "La Vida Continuó"      |
| 3     | Mumuzinho       | "Quando a Chuva Passar" |

## Resultados
Legenda
Times
| - Time Brown - Time Simone & Simaria - Time Claudia / Mumuzinho |

Detalhes dos resultados
| - Vencedor - Finalista - Artista foi salvo pelo voto do público - Artista foi salvo pelo seu técnico - Artista não se apresentou - Artista foi eliminado |

| Artista | Artista               | Semana 1  | Semana 2              | Semana 3              | Semana 4              |                       |
| ------- | --------------------- | --------- | --------------------- | --------------------- | --------------------- | --------------------- |
|         | Kauê Penna            | Salvo     |                       | Salvo                 | Vencedor (Final)      |                       |
|         | Maria Eduarda Ribeiro |           | Salva                 | Salva                 | Finalistas (Final)    |                       |
|         | Paulo Gomiz           | Salvo     |                       | Salvo                 | Finalistas (Final)    |                       |
|         | Analu Sampaio         | Salva     |                       | Eliminada             | Eliminados (Semana 3) |                       |
|         | Felipinho             |           | Salvo                 | Eliminado             | Eliminados (Semana 3) |                       |
|         | Giovana Aguilera      |           | Salva                 | Eliminada             | Eliminados (Semana 3) |                       |
|         | Karen Silva           |           | Salva                 | Eliminada             | Eliminados (Semana 3) |                       |
|         | Lucas Mohallem        | Salvo     |                       | Eliminado             | Eliminados (Semana 3) |                       |
|         | Luísa Martins         |           | Salva                 | Eliminada             | Eliminados (Semana 3) |                       |
|         | Manu Guimarães        | Salva     |                       | Eliminada             | Eliminados (Semana 3) |                       |
|         | Matheus Martins       | Salvo     |                       | Eliminado             | Eliminados (Semana 3) |                       |
|         | Vinne Ramos           |           | Salvo                 | Eliminado             | Eliminados (Semana 3) |                       |
|         | Guilherme Simões      |           | Eliminado             | Eliminados (Semana 2) | Eliminados (Semana 2) | Eliminados (Semana 2) |
|         | Loren Medeiros        |           | Eliminada             | Eliminados (Semana 2) | Eliminados (Semana 2) | Eliminados (Semana 2) |
|         | Milly Vitória         |           | Eliminada             | Eliminados (Semana 2) | Eliminados (Semana 2) | Eliminados (Semana 2) |
|         | Natielly Rocha        |           | Eliminada             | Eliminados (Semana 2) | Eliminados (Semana 2) | Eliminados (Semana 2) |
|         | Sophia Marie          |           | Eliminada             | Eliminados (Semana 2) | Eliminados (Semana 2) | Eliminados (Semana 2) |
|         | Victor Hugo Mendes    |           | Eliminado             | Eliminados (Semana 2) | Eliminados (Semana 2) | Eliminados (Semana 2) |
|         | Arthur Luz            | Eliminado | Eliminados (Semana 1) | Eliminados (Semana 1) | Eliminados (Semana 1) | Eliminados (Semana 1) |
|         | Carol Breder          | Eliminada | Eliminados (Semana 1) | Eliminados (Semana 1) | Eliminados (Semana 1) | Eliminados (Semana 1) |
|         | Duda de Paula         | Eliminada | Eliminados (Semana 1) | Eliminados (Semana 1) | Eliminados (Semana 1) | Eliminados (Semana 1) |
|         | Gusttavo Salles       | Eliminado | Eliminados (Semana 1) | Eliminados (Semana 1) | Eliminados (Semana 1) | Eliminados (Semana 1) |
|         | Hellen Sandy          | Eliminada | Eliminados (Semana 1) | Eliminados (Semana 1) | Eliminados (Semana 1) | Eliminados (Semana 1) |
|         | Lívia Corrêa          | Eliminada | Eliminados (Semana 1) | Eliminados (Semana 1) | Eliminados (Semana 1) | Eliminados (Semana 1) |

## Times
Legenda
     – Vencedor(a)
     – Finalista
     – Eliminado(a) na semifinal
     – Eliminado(a) nas quartas de final ao vivo
     – Eliminado(a) na rodada de batalhas
| Técnicos                   | Artistas           | Artistas            | Artistas           | Artistas |
| -------------------------- | ------------------ | ------------------- | ------------------ | -------- |
| Carlinhos Brown            |                    |                     |                    |          |
| Kauê Penna                 | Karen Silva        | Luísa Martins       | Matheus Martins    |          |
| Arthur Luz                 | Carol Breder       | Loren Medeiros      | Sophia Marie       |          |
| Alice Araújo               | Ana Carolina Julio | Ana Luiza Salgueiro | Arthur Galvani     |          |
| Arthur Patta               | Artur Ortega       | Brenda Gonçalves    | Gaby Novais        |          |
| Giovanna de Luca           | Julia Gomes        | Laura Rodrigues     | Letícia Prudêncio  |          |
| Mabê Neves                 | Marilia Tavares    | Milena Schmitz      | Turí               |          |
| Simone & Simaria           |                    |                     |                    |          |
| Paulo Gomiz                | Felipinho          | Manu Guimarães      | Vinne Ramos        |          |
| Gusttavo Salles            | Hellen Sandy       | Milly Vitória       | Natielly Rocha     |          |
| Benício Abraão             | Cybeli Cardoso     | Davi Anderson       | Enzo Zakimi        |          |
| Giovana Costa              | Giovanna Brilhante | Júlia Lima          | Laura Luna         |          |
| Luank Dias                 | Myrella Fernanda   | Pablo Paludo        | Pedro Lucas        |          |
| Ranon Fernandes            | Rayne Almeida      | Venícios Melo       | Welcson Viegas     |          |
| Claudia Leitte / Mumuzinho |                    |                     |                    |          |
| Maria Eduarda Ribeiro      | Analu Sampaio      | Giovana Aguilera    | Lucas Mohallem     |          |
| Duda de Paula              | Guilherme Simões   | Lívia Corrêa        | Victor Hugo Mendes |          |
| Adryel Freitas             | Ana Clara Martins  | Ana Júlia Poletto   | Anais Waucampt     |          |
| Bruno Zicman               | Giovana Diniz      | Giovana Linhares    | Hanny Kerhellyn    |          |
| Hévelyn Medeiros           | Luiza Gavazza      | Maria Alice Santana | Mari Lima          |          |
| Matheus Freitas            | Melissa Uehara     | Pedro Ogata         | Yisrael Fernando   |          |

## Audiência
Os dados são providos pelo IBOPE e se referem ao público da Grande São Paulo.
| #  | Episódio                                  | Exibição Original       | Audiência (Média Consolidada) | Fonte  |
| -- | ----------------------------------------- | ----------------------- | ----------------------------- | ------ |
| 1  | Audições às Cegas, Parte 1                | 5 de janeiro de 2020    | 14.2                          |        |
| 2  | Audições às Cegas, Parte 2                | 12 de janeiro de 2020   | 14.5                          |        |
| 3  | Audições às Cegas, Parte 3                | 19 de janeiro de 2020   | 13.4                          | [ 11 ] |
| 4  | Audições às Cegas, Parte 4                | 26 de janeiro de 2020   | 13.0                          | [ 12 ] |
| 5  | Audições às Cegas, Parte 5                | 2 de fevereiro de 2020  | 12.8                          |        |
| 6  | Audições às Cegas, Parte 6                | 9 de fevereiro de 2020  | 13.0                          |        |
| 7  | Audições às Cegas, Parte 7                | 16 de fevereiro de 2020 | 14.2                          |        |
| 8  | Batalhas, Parte 1                         | 23 de fevereiro de 2020 | 15.1                          |        |
| 9  | Batalhas, Parte 2                         | 1 de março de 2020      | 12.8                          |        |
| 10 | Batalhas, Parte 3                         | 8 de março de 2020      | 12.8                          |        |
| 11 | Batalhas, Parte 4                         | 15 de março de 2020     | 15.1                          |        |
| 12 | Melhores Momentos, Parte 1                | 22 de março de 2020     | 15.1                          |        |
| 13 | Melhores Momentos, Parte 2                | 29 de março de 2020     | 13.3                          |        |
| 14 | Melhores Momentos, Parte 3                | 5 de abril de 2020      | 11.0                          |        |
| 15 | Melhores Momentos, Parte 4                | 12 de abril de 2020     | 10.8                          |        |
| 16 | Melhores Momentos, Parte 5 - Interrupção  | 19 de abril de 2020     | 10.7                          |        |
| 17 | Melhores Momentos, Parte 6 - Retomada     | 13 de setembro de 2020  | 12.6                          | [ 1 ]  |
| 18 | Shows ao vivo - Quartas de Final, Parte 1 | 20 de setembro de 2020  | 10.7                          | [ 13 ] |
| 19 | Shows ao vivo - Quartas de Final, Parte 2 | 27 de setembro de 2020  | 9.6                           | [ 14 ] |
| 20 | Shows ao vivo - Semifinal                 | 4 de outubro de 2020    | 10.7                          | [ 15 ] |
| 21 | Shows ao vivo - Final                     | 11 de outubro de 2020   | 9.3                           | [ 16 ] |

- Em 2020, cada ponto equivale a 74.9 mil domicílios ou 203.3 mil pessoas na Grande São Paulo.